# 483488 Wudeshi
483488 Wudeshi este o planetă minoră (asteroid) din centura de asteroizi. A fost descoperită pe 4 septembrie 2002 la Observatorul Palomar de Near Earth Asteroid Tracking. 
Obiectul prezintă o orbită caracterizată de o semiaxă mare de 2,2402053165518 UAi, o excentricitate de 0,17240590626824, o înclinație de 2,5049749323865 ° în raport cu ecliptica.